# آسام پترو
آسام پترو (انگلیسی: Assam Petro) شرکت صنایع شیمیایی هندی است، که در سال ۱۹۷۱ تأسیس شد.